# Kim Yong-Sik
Kim Yong-Sik, född den 17 november 1967, är en nordkoreansk brottare som tog OS-brons i bantamviktsbrottning i fristilsklassen 1992 i Barcelona. 